# Salamandra salamandra almanzoris
Salamandra salamandra almanzoris is een salamander uit de familie echte salamanders (Salamandridae). Het is een ondersoort van de vuursalamander (Salamandra salamandra).
De salamander komt voor in noordwestelijk en centraal Spanje in Sierra de Gredos, Cincos Lagunas en Laguna Grande de Gredos, waar exemplaren zijn aangetroffen op een hoogte van 2027 meter boven zeeniveau.